# Panamaische Fußballnationalmannschaft (U-17-Junioren)
Die panamaische U-17-Fußballnationalmannschaft ist eine Auswahlmannschaft panamaischer Fußballspieler. Sie unterliegt der Federación Panameña de Fútbol und repräsentiert sie international auf U-17-Ebene, etwa in Freundschaftsspielen gegen die Auswahlmannschaften anderer nationaler Verbände, bei CONCACAF U-17-Meisterschaften und U-17-Weltmeisterschaften.
Das beste Ergebnis bei einer CONCACAF-Meisterschaft erreichte die Mannschaft 2013 im eigenen Land, als sie im Finale der mexikanischen Mannschaft mit 1:2 unterlag. Zwei Jahre zuvor hatte sie den dritten Platz erreicht.
Für die Weltmeisterschaft qualifizierte sie sich bislang zweimal. 2011 verlor sie im Achtelfinale gegen Gastgeber Mexiko, 2013 schied sie in der Vorrunde aus.

## Teilnahme an U-17-Weltmeisterschaften
(Bis 1989 U-16-Weltmeisterschaft)
| 1985 | nicht qualifiziert |
| 1987 | nicht teilgenommen |
| 1989 | nicht teilgenommen |
| 1991 | nicht qualifiziert |
| 1993 | nicht qualifiziert |
| 1995 | nicht qualifiziert |
| 1997 | nicht teilgenommen |
| 1999 | nicht qualifiziert |
| 2001 | nicht qualifiziert |
| 2003 | nicht qualifiziert |
| 2005 | nicht qualifiziert |
| 2007 | nicht qualifiziert |
| 2009 | nicht qualifiziert |
| 2011 | Achtelfinale       |
| 2013 | Vorrunde           |
| 2015 | nicht qualifiziert |
| 2017 | nicht qualifiziert |
| 2019 | nicht qualifiziert |
| 2023 | Vorrunde           |

## Teilnahme an CONCACAF U-17-Meisterschaften
(1983–1988: CONCACAF U-16-Meisterschaft, 1999–2007: In zwei Gruppen ausgetragenes WM-Qualifikationsturnier)
| 1983 | nicht qualifiziert |
| 1985 | Vorrunde           |
| 1987 | nicht qualifiziert |
| 1988 | nicht qualifiziert |
| 1991 | Vorrunde           |
| 1992 | Vorrunde           |
| 1994 | Vorrunde           |
| 1996 | nicht teilgenommen |
| 1999 | nicht qualifiziert |
| 2001 | nicht qualifiziert |
| 2003 | nicht qualifiziert |
| 2005 | nicht qualifiziert |
| 2007 | nicht qualifiziert |
| 2009 | nicht qualifiziert |
| 2011 | 3. Platz           |
| 2013 | 2. Platz           |
| 2015 | Vorrunde           |
| 2017 | Vorrunde           |
| 2019 | Viertelfinale      |
| 2023 | Halbfinale         |